# Dinard–Pleurtuit–Saint-Malo repülőtér
A Dinard–Pleurtuit–Saint-Malo repülőtér (IATA: DNR, ICAO: LFRD) egy nemzetközi repülőtér Franciaországban, Saint-Malo közelében. Éves utasforgalma 32 315 fő (1997).

## Kifutók
A repülőtér futópályái:
- 17/35 (2200 m, 45 m, aszfalt)
- 12/30 (1445 m, 45 m, aszfalt)
- 17R/35L

## Forgalom
Az utasforgalom az elmúlt években az alábbi módon változott:
| Utasok száma | 32 315 | 85 085 | 112 590 | 179 971 | 201 174 | 134 197 | 114 474 | 110 455 | 95 814 | 1237 |
|              | 1997   | 2000   | 2003    | 2005    | 2008    | 2011    | 2014    | 2016    | 2019   | 2022 |

## Légitársaságok és uticélok
| Légitársaság | Célállomások     |
| ------------ | ---------------- |
| L'Odyssey    | Szezonális: Genf |